# 神野三鈴
神野 三鈴（かんの みすず、1966年〈昭和41年〉2月25日 - ）は、日本の俳優。イトーカンパニーを経て、個人事務所である株式会社オフィスゆっくり所属（マネジメントは株式会社taft）。神奈川県鎌倉市出身。夫はジャズピアニストの小曽根真。兄は假野剛彦。

## 略歴
1992年、舞台『グリーン・ベンチ』でデビュー。
舞台中心に活動しており、井上ひさし、三谷幸喜、原田眞人作品に多数出演。
2012年、三谷幸喜版『桜の園』及び『組曲虐殺』での演技により第47回紀伊國屋演劇賞個人賞を受賞。
2019年、齊藤工監督作品、「Folklore : TATAMI」by HBO Asiaでの演技によりAsian Academy Creative Awardsの日本代表 主演女優賞を受賞。
2020年、劇団東演『マクベス』及び『組曲虐殺』での演技により第27回読売演劇大賞最優秀女優賞を受賞。
阪神・淡路大震災後、自ら企画したチャリティーコンサートで知り合ったジャズピアニストの小曽根真と結婚。鎌倉在住。猫を飼っている。

## 出演

### 舞台
- グリーン・ベンチ（1992年）
- 実朝出帆（1993年）
- 幻の街（1993年）
- かもめ（1994年）
- おやすみデズデモーナ おはようジュリエット（1996年）
- ドアをあけると…（1997年）
- 陽ざかりの女たち（1998年）
- おばかさんの夕食会（1999年）
- ディナー・ウィズ・フレンズ（2000年）
- おばかさんの夕食会（2001年）
- おやすみ、こどもたち（2001年）
- 太鼓たたいて笛吹いて（2002年）
- 阿部定と睦夫（2002年）
- 最後の一人まで全体である（2002年）
- 心と意志（2003年）
- スリー・デイズ・オブ・レイン（2003年）
- 兄おとうと（2003年）
- 怒りを込めてふり返れ（2004年）
- 太鼓たたいて笛吹いて（2004年）
- セパレート・テーブルズ（2005年）
- 屋上庭園／動員挿話（2005年）
- 上演されなかった三人姉妹（2005年）
- 円生と志ん生（2005年）
- ブルックリン・ボーイ（2006年）
- 兄おとうと（2006年）
- 太鼓たたいて笛吹いて（2008年）
- 人形の家（2008年）
- 瞼の母（2008年）
- 屋上庭園/動員挿話（2008年）
- 組曲虐殺（2009年）
- 象（2010年）
- 夢の痂（2010年）
- トップガールズ（2011年）
- 欲望という名の電車（2011年）
- サド侯爵夫人（2012年）
- 三谷版 桜の園（2012年） - ワーリャ 役
- ラヴ・レターズ（2012年）
- 組曲虐殺（2012年／再演） - 伊藤ふじ子 役
- 象（2013年）
- 太鼓たたいて笛ふいて（2014年） - 島崎こま子 役
- カッコーの巣の上で（2014年） - ラチェッド婦長 役
- 三人姉妹（2015年） - ナターシャ 役
- メアリー・ステュアート（2015年） - 主演・エリザベス1世 役[注 1][7]
- タンゴ・冬の終わりに（2015年） - ぎん 役
- アルカディア（2016年）
- 死の舞踏（2017年）
- テロ TERROR（2018年）
- 豊穣の海（2018年）
- 劇団東演 マクベス（2019年） - マクベス夫人 役
- オレステイア（2019年） - クリュタイメストラ 役
- 組曲虐殺（2019年／再再演） - 伊藤ふじ子 役
- All My Sons（2020年） - ケイト 役[8]
- ザ・空気 ver.3 そして彼は去った…（2021年） - 星野 役[9]
- ダディ（2022年）[10]

### テレビドラマ
- 大河ドラマ 太平記 第11回 - 第29回（1991年3月17日 - 7月21日、NHK） - 萩 役
- 連続テレビ小説 （NHK）
  - ひまわり（1996年） - 毛利勝子 役
  - あんぱん （2025年） - 若松節子 役[11]
- Dr.コトー診療所2004（2004年11月12日・13日、フジテレビ） - 小沢小百合 役
  - Dr.コトー診療所2006（2006年10月12日 - 12月21日）
- Strangers 6（2012年、WOWOW・フジテレビ） - 皆藤恵理 役
- 東野圭吾ミステリーズ 第8話「小さな故意の物語」（2012年8月30日、フジテレビ） - 行原江美子 役
- Woman 第7話（2013年8月14日、日本テレビ） - 青柳静恵 役
- 三谷幸喜『大空港2013』（2013年12月29日、WOWOW） - 田野倉美代子 役
- おやじの背中 第4話「母の秘密」（2014年8月3日、TBS） - 麻倉幸恵 役
- 隣のレジの梅木さん（2014年12月21日、フジテレビ） - 黒崎清子 役
- アイアングランマ 第3話 - 第6話（2015年1月24日 - 2月14日、NHK BSプレミアム） - 駒井安子 役
- ドラマスペシャル『レッドクロス〜女たちの赤紙〜』（2015年8月1日・2日、TBS）
- 殺人分析班シリーズ（WOWOW） - 如月厚子 役
  - 石の繭 殺人分析班（2015年8月16日 - 9月13日）
  - 水晶の鼓動 殺人分析班（2016年11月13日 - 12月11日）
  - 蝶の力学 殺人分析班（2019年11月17日 - 12月22日）[12]
- せいせいするほど、愛してる（2016年7月12日 - 9月20日、TBS） - 向井雅代 役[13]
- 陽炎の辻〜居眠り磐音 江戸双紙〜 正月スペシャル 『完結編』（2017年1月2日、NHK） - おすなの方 役
- 小さな巨人 第6話 - 最終話（2017年5月21日 - 6月18日、TBS） - 須藤文香 役[14]
- 宮沢賢治の食卓（2017年6月17日 - 7月15日、WOWOW） - 宮沢イチ 役[15]
- 先に生まれただけの僕 第7話（2017年11月25日、日本テレビ） - 三田真咲美 役
- 我が家の問題 第1回（2018年2月4日、NHK BSプレミアム） - 松浪静円 役
- ブラックペアン（2018年4月22日 - 6月24日、TBS） - 藤原真琴 役
  - ブラックペアン シーズン2（2024年7月7日 - 9月15日）[16]
- 昔話法廷 第10話（2018年8月14日、NHK Eテレ） - オオカミの母 役
- このマンガがすごい!「神野三鈴の『火の鳥』」（2018年12月7日、テレビ東京） - 神野美鈴（ムーピー） 役[17]
- 監察医 朝顔 第4話（2019年8月5日、フジテレビ） - 小野寺医師 役[18][19]
- Folklore : TATAMI（2019年、HBO Asia）
- 37セカンズ（2019年12月5日、NHK BSプレミアム） - 貴田恭子 役
- アクターズ・ショート・フィルム「そそがれ」（2021年1月23日、WOWOWプライム） [20][21]
- 連続ドラマW コールドケース3 ～真実の扉～ 最終話（2021年2月13日、WOWOW） - 菱田千鶴 役[22]
- シリーズ・横溝正史短編集III「池松壮亮×金田一耕助3『女怪』」（2022年2月26日、NHK BSプレミアム） - おすわ 役[23]
- マイファミリー（2022年4月10日 - 6月12日、TBS）- 鳴沢麻由美 役[24][25]
- ダブル（2022年6月4日 - 8月6日、WOWOW） - 岐華江 役[26]
- 100万回言えばよかった（2023年1月13日 - 3月17日、TBS） - 武藤千代 役
- キッチン革命 第2夜（2023年3月26日、テレビ朝日） - 武内安子 役
- 合理的にあり得ない 〜探偵・上水流涼子の解明〜 第3話（2023年5月1日、関西テレビ・フジテレビ） - 本藤朝子 役
- いちばんすきな花（2023年10月12日 - 12月21日、フジテレビ） - 潮みきこ 役
- アンチヒーロー 第3話 - 最終話（2024年4月28日 - 6月16日、TBS） - 瀬古成美 役[27][28]
- À Table!〜歴史のレシピを作ってたべる〜 第8話・第11話（2023年2月27日・3月20日、BS松竹東急） - 浜口あすか 役
  - À Table!〜ノスタルジックな休日〜 第6話（2024年8月7日）
- 秘密〜THE TOP SECRET〜 第3話・第4話・第9話・第10話（2025年2月10日・17日・3月24日・31日、関西テレビ・フジテレビ） - 青木千枝 役[29]
- 魔物 (마물)（2025年4月18日 - 6月13日、テレビ朝日） - 最上陽子 役[30]

### 映画
- 駆込み女と駆出し男（2015年） - おゆき 役
- 日本のいちばん長い日（2015年） - 阿南綾子 役
- 光（2017年） - 智子 / 劇中映画の女優 役[31]
- 武曲（2017年） - 矢田部静子 役
- blank13（2018年） - 松田洋子 役
- ビブリア古書堂の事件手帖（2018年）-五浦大輔の母 役
- MANRIKI（2019年） - 美人局の女 役
- 37セカンズ（2020年） - 貴田恭子 役
- ミュジコフィリア（2021年） - 漆原君江 役
- ちょっと思い出しただけ（2022年） - ジュンの妻 役
- 百花（2022年）[32] - 工藤恵 役[33]
- LOVE LIFE（2022年） - 明恵 役[34][35]
- マイホームヒーロー（2024年） - 間島恵子 役
- 不死身ラヴァーズ（2024年）[36]
- アングリースクワッド 公務員と7人の詐欺師（2024年） - 酒井恵美 役[37]
- ファーストキス 1ST KISS（2025年）[38]
- TOKYOタクシー（2025年公開予定） - 高野信子 役[39]

### CM
- サントリー 「サントリーニューオールド」 - 会社帰り 篇（1995年）
- NTTドコモ 「iモード」（2000年）
- ナガホリ 「スイート テン ダイヤモンド」（2006年）
- ベルコ『女友達の別れ篇』（2014年）
- 大塚製薬「カロリーメイト」（2016年）[40]
- 三井不動産リアルティ「三井のリハウス『妻とボク』」（2019年）
- 宝くじ 彼と彼女と10億男 episode7 「彼の母親（ナンバーズ）」篇（2024年）

### ラジオ
- 「朗読の世界『センセイの鞄』」（2025年1月6日 - 2月21日、NHK-FM） - 朗読[41]

## 作品

### CD・朗読
- 稲吉紘実 著「絵のない絵本 おおごまだらになりたい  朗読と音楽CD付」（2013年、フレーベル館）

## 受賞歴
- 第47回紀伊國屋演劇賞個人賞（三谷版『桜の園』、『組曲虐殺』）
- Asian Academy Creative Awardsの日本代表 主演女優賞（「Folklore : TATAMI」by HBO Asia）[5]
- 第27回読売演劇大賞最優秀女優賞（劇団東演『マクベス』、『組曲虐殺』）[6]

※第28回読売演劇大賞優秀女優賞(シリアルナンバー「ALL my sons」